# Ягель, Роман
Роман Ягель (Риттер) (1922 — 2016) — президент израильского Союза воинов и партизан — инвалидов войны с нацистами, бригадный генерал (1986).

## Биография
Его дед был раввином в местечке Бирче в Галиции в Австро-Венгрии. Отец его, Давид Риттер, был командиром взвода армии Австро-Венгрии. При демобилизации возглавлял отряд самообороны против еврейских погромов. После смерти первой жены, оставившей Давиду трёх детей, он вторично женился на Дороте Насен, у них родились ещё 12 детей, одним из которых был Роман. С 1928 семья жила в Бирче. В 1935, окончив семь классов, 13-летний Роман пошёл пешком в Краков, нашел там Менделя Риттера, двоюродного брата по отцу, служившего в банке. Тот его устроил в обучение к скорняку, у которого Роман жил и работал, одновременно учась в вечерней гимназии.
В сентябре 1939 Третий рейх оккупировал Польшу и Роман в числе многих других оказался в гетто местечка Ланцут, примерно в 30 километрах от Бирчи, по другую сторону реки Сан. 30 евреев, в том числе Романа, немцы отобрали для обслуживания конюшен их воинской части. Когда Красная армия вступила в Западную Украину и река Сан стала пограничной, Роман Риттер с другом Ициком Бренером решили бежать из плена. Юноши переправились через реку Сан и пришли в Бирчу. Ицик Бренер (Игнаций Бронецки) позже дослужился до полковника польской армии.
При советской власти окончил курсы заготовителей и работал заведующим приёмным пунктом сельхозпродуктов в Бирче. Брат Ехиель, на год старше Романа, в 1940 должен был идти в Красную армию по призыву. Но Роман предложил пойти служить вместо брата, так как юноше нравилась армейская стихия. В мае 1940 Роман стал красноармейцем. Направили в Перемышль, в сержантскую школу, а по окончании — на пограничный пункт в Ольшанах. Там Роман выполнял также обязанности переводчика, потому что через их заставу проходило много беженцев из Польши, на пограничном пункте советские и немецкие пограничники вели совместную проверку.
Участник войны с 22 июня 1941, неоднократно был ранен. Из окружения прорывались на бронепоезде, добрались до Киева, на сборном пункте получили новое обмундирование. Во вновь сформированной части воевал под Белой Церковью, затем его перебросили под Бровары, восточнее Киева. Был зачислен в отряд охраны штаба фронта, но вскоре опять отправился на передовую. И вновь его часть была окружена и разбита; группа из семи пограничников, вконец истощенных и затравленных, была настолько плотно зажата со всех сторон, что сопротивляться не было возможности. Они сняли все знаки отличия и зелёные петлицы, уничтожили документы. Оказались в плену, но вместе с товарищем-лётчиком удалось по пути спрятаться в огороде, и затем с помощью местных жителей лесами выйти к реке Сула и, переправившись, оказаться у своих. Их направили на проверку в Харьков, оттуда в Белгород, где формировался 92-й отдельный пограничный полк. Участвовал в операциях в тылу врага, неоднократно ходил в разведку, и захватывал пленных на фронте под Воронежем.
Как бывшего гражданина Польши был откомандирован в представительство штаба польской армии генерала Андерса, подчинявшейся правительству Польши в Лондоне. После долгих переездов группу направили в 1-ю Польскую дивизию имени Тадеуша Костюшко, формировавшуюся под Рязанью. После окончания учёбы в Рязанском училище в июле 1943 был назначен командиром взвода. В первом же бою дивизии октябре 1943 под Смоленском был ранен. После долгого лечениа, в марте 1944, вернувшись в строй, был назначен командиром роты. Тогда же дивизию перебросили под Киев, откуда она прошла боевой путь через Украину, Польшу, Германию до Берлина. Снова получил ранение, но от госпиталя отказался. Ему дали возможность съездить в свой родной городок Бирчу, и здесь узнал о трагической гибели всей своей семьи. Его сестра Рахель была убита, муж её повесился в тюрьме, не выдержав зверских истязаний. Брат Ехиель бежал из гетто с подругой и ребёнком Рахель, но их, евреев, выдали и расстреляли. В партизанском отряде погиб брат Шимон. Родители Романа и все остальные члены семьи из гетто были отправлены в концлагерь и там погибли. Всего нацисты уничтожили 14 самых близких ему людей: отца, мать и всех братьев и сестер. Среди родственников со стороны отца и матери, только по обнаруженным документам и опубликованным спискам, погибло 450 человек. Армия оставалась единственным родным домом Романа Риттера, и своим долгом перед уничтоженной семьёй он считал довести до конца уничтожение гитлеризма. Его рота участвовала в штурме Берлина.
После Победы назначен начальником школы офицерского состава в Кракове. В этот период он свои воинские обязанности совмещал с помощью еврейским деятелям искусства, в том числе в репатриации, был членом сионистского кружка по изучению иврита. В 1946 был арестован именно по подозрению в помощи сионистам. Через девять месяцев его выпустили и направили руководить одним из двух портов Щецина в устье Одера. Там сумел нелегально выпустить из порта три корабля с евреями в Израиль.
В 1951 был направлен на курсы командиров батальона, возвращён в армию и назначен комбатом родной 1-й дивизии имени Тадеуша Костюшко. Ещё через два года он уже был командиром полка, однако не сложились отношения с командиром дивизии, Юзефом Дзядурой, антисемитом. Когда тот позволил себе назвать его «грязным жидом», выхватил пистолет. Комдив бросился к открытому окну и выпрыгнул из него, но выстрелы прогремели раньше, и он был ранен. Думая, что убил командира, выстрелил в себя. Раны у обоих оказались не смертельными, Роман Риттер 8 месяцев пролежал в госпитале, а командир дивизии 2 года. Дело замяли. После возвращения в строй назначили инспектором Военно-морского флота Польши, но у него уже созрело твёрдое решение о репатриации.
В 1957 приехал в Израиль. Он начал новую жизнь под новой фамилией Ягель и службу с младших офицерских должностей. Окончив курсы командиров рот и курсы штабных офицеров полиции и проявив себя в особо важных ситуациях, в короткий срок выдвигается на командные должности в пограничных войсках. Воинский талант Романа Ягеля особо раскрывается во время Шестидневной войны, при захвате Туль-Карема и Калькилии. После освобождения Иерусалима он был назначен губернатором Старого города. После Шестидневной войны он, как всегда, побывал в самых горячих точках, от Рамаллы до Газы. Его назначают заместителем командира полка.
С 1971 в течение полутора десятков лет возглавлял службы безопасности компании «Эль-Аль» в ряде европейских стран и в аэропорту Бен-Гурион, одновременно занимаясь проблемами репатриации. В 1985, уже после оформления пенсии, его направляют представителем израильской полиции в европейском Интерполе, и он вместе с европейскими коллегами раскрывает ряд преступлений. До последних дней жизни бригадный генерал в отставке Роман Ягель возглавлял Союз воинов и партизан — инвалидов войны с нацистами.

### Звания
- красноармеец (1940);
- сержант (1941);
- старший сержант (1942);
- младший лейтенант (1943);
- лейтенант;
- старший лейтенант;
- капитан;
- майор;
- подполковник;
- полковник;
- майор (1957);
- младший лейтенант;
- полковник;
- бригадный генерал (1986).

### Награды
Польша
- Командорский крест Ордена Возрождения Польши (11 ноября 2005 года, Польша)
- Офицер Орден Заслуг перед Польской Народной Республикой
- Крест Грюнвальда II степени (Польша)
- Золотой Крест Заслуги (Польша)
- Крест Храбрых (Польша)
- Крест «За битву под Ленино» (ПНР)
- Медаль Победы и Свободы (ПНР)

СССР
- Орден Отечественной войны I степени
- Орден Красной Звезды
- Медаль «За отвагу» (1942).[3]
- Медаль «За боевые заслуги»
- Медаль «За победу над Германией в Великой Отечественной войне 1941—1945 гг.»
- Медаль «За взятие Вены»
- Медаль «За взятие Берлина»
- Медаль «За освобождение Праги»
- Юбилейная медаль «30 лет Советской Армии и Флота»
- Юбилейная медаль «50 лет Вооружённых Сил СССР»
- Юбилейная медаль «60 лет Вооружённых Сил СССР»
- Юбилейная медаль «70 лет Вооружённых Сил СССР»

Украина
- Орден «За мужество» ІІІ степени (5 мая 2010 года, Украина) — по случаю 65-й годовщины Победы в Великой Отечественной войне 1941-1945 годов, за проявленное личное мужество и героизм в освобождении Украины от фашистских захватчиков[4]

Россия
- Благодарность Президента Российской Федерации (6 мая 2012 года) — за вклад в укрепление связей между Российской Федерацией и Государством Израиль по линии ветеранских организаций[5]
- Почётная грамота Правительственной комиссии по делам соотечественников за рубежом (2010)[6].